# Колкамыс (Костанайская область)
Колкамыс (каз. Қолқамыс) — село в Джангельдинском районе Костанайской области Казахстана. Входит в состав Албарбогетского сельского округа. Код КАТО — 394239500.

## Население
В 1999 году население села составляло 186 человек (89 мужчин и 97 женщин). По данным переписи 2009 года, в селе проживало 180 человек (101 мужчина и 79 женщин).